# Acomys mullah
Acomys mullah (Голчаста миша мулли; Thomas, 1904) — вид мишей родини Мишеві (Muridae).

## Історія вивчення
Вперше вид був описаний Олдфілдом Томасом в 1904 році в Ефіопії.

## Поширення
Населяє Ефіопію та Сомалі.

## Опис
Живе в норах в субтропічних та тропічних скребах та нагір'ях.